# In de grafkelder
In de grafkelder (originele titel In the Vault) is een kort horrorverhaal van de Amerikaanse schrijver H.P. Lovecraft. Lovecraft schreef het verhaal in september 1925. Het verhaal werd voor het eerst gepubliceerd in het tijdschrift Tryout in november 1925.

## Plot
George Birch, de lokale begrafenisondernemer en grafdelver van het plaatsje Peck Valley, maakt zich gereed om tegen het einde van de winter de doodskisten van de afgelopen winter gestorven mensen uit de grafkelder te halen, daar de grond spoedig zacht genoeg zal zijn om de graven te delven. De grafkelder is uitgegraven in een afgelegen heuvel. Wanneer Birch echter binnen is, valt de deur achter hem in het slot. Hij ziet geen andere uitweg dan van de kisten een geïmproviseerd opstapje te maken, en met een hamer het bakstenen muurtje tussen de bovenkant van de deur en het plafond kapot te slaan.
Wanneer Birch eindelijk een gat heeft gemaakt dat groot genoeg is om door te kruipen, begeeft het deksel van de kist waar hij op staat het. Hij belandt met zijn enkels in de kist, waarna hij een enorme pijn voelt. Bovendien lijkt het alsof iets hem vastpakt en naar beneden probeert te trekken. Met moeite weet Birch zich te bevrijden en door het gat te kruipen, waarna hij met zwaargewonde enkels een boerderij weet te bereiken.
Wanneer Dr. Davis, de arts die Birch’s wonden verzorgt, later de grafkelder inspecteert, ontdekt hij dat de kist waar Birch op stond een slordig afgewerkt model was waarin Birch het lijk van Asaph Sawyer, een alom gehate man, had gestopt. De kist was eigenlijk bedoeld voor een zekere Matthew Fenner, maar Birch gaf Fenner liever een mooiere kist en scheepte Sawyer dus maar af met de slechte kist. Deze kist was bovendien ook nog eens te klein, waardoor Birch Sawyers voeten moest afhakken omdat hij anders niet in de kist paste. Sawyer stond er tijdens zijn leven om bekend iedereen die hem iets aandeed met gelijke munt terug te betalen, en de wonden in Birch’s enkels lijken verdacht veel op tandafdrukken alsof iets geprobeerd had zijn enkels af te bijten.

## Achtergrond
Lovecraft kreeg het idee voor een verhaal over een begrafenisondernemer die opgesloten wordt in een grafkelder en de kisten als opstapje moet gebruiken om te ontsnappen van Charles W. Smith, de redacteur van Tryout. Lovecraft droeg het verhaal dan ook aan hem op.
Lovecraft stuurde "In de grafkelder" eerst op naar Weird Tales, maar die verwierp het uit angst dat het verhaal niet door de censuur van de staat Indiana zou komen. Na te zijn gepubliceerd in Tryout bood Lovecraft het verhaal ook aan bij Ghost Stories, maar die verwierp het eveneens. August Derleth spoorde Lovecraft aan het in 1931 nogmaals te proberen bij Weird Tales. Dit keer werd het verhaal wel geaccepteerd en in april 1932 gepubliceerd.